# وایت، نیوجرسی
وایت (به انگلیسی: White Township) شهری در ایالت نیوجرسی کشور ایالات متحده آمریکا است که جمعیت آن در سرشماری سال ۲۰۱۰ میلادی، ۴٬۸۸۲ نفر بوده‌است.